# Luca Belluzzi
Luca Belluzzi (7 luglio 1977) è un ex velista sammarinese.

## Biografia
Nato nel 1977, a 19 anni ha partecipato ai Giochi olimpici di Atlanta 1996, nel Laser, concludendo 56º con 591 punti, 477 con le penalità applicate.